# Фаррух Йасар I
Фаррух Йасар I (2 июня 1441—1500) — ширваншах (правитель Ширвана) из династии Дербенди.

## Правление
Стремился наладить тесные дипломатические отношения с Османской Империей и Россией. Фаррух Йасар направил в Стамбул, ко двору султана Мехмета II своего посла Зияддина Юсуф бека, который предподнёс султану в качестве подарка 24 кг золота и серебра, чтобы тот заказал себе сделать из них кольчугу и латы. В 1465 году в Москву был отправлен посол Хасан-бек. В ответ в 1466 году было отправлено посольство во главе с Василием Пипиным с подарками для ширваншаха и предложением установления союза против Золотой Орды.
В 1468 году султан Абу Саид выступил из Герата против Узун-Гасана, правителя Ак-Коюнлу. Абу Саид прибыл в Карабах, затем он перебрался в Мугань, в Махмудабад[уточнить] и Кызылагач. В самом начале похода, Ширваншах Фаррух Йасар помогал Абу Саиду продовольствием, однако затем под угрозами Узун-Гасана, вынужден был перейти на его сторону. В итоге, в полдень 31 января 1469 года войска Абу Саида потерпели поражения, а сам он попал в плен и был казнён 6 февраля 1469 года.
В 1483 году усилившийся Шейх Гейдар совершил успешный поход на черкесов, пройдя через Ширван и Дербенд. В 1487 году он совершил повторный поход на черкесов и вернулся с 6,000 пленных черкесов в Ардебиль. В 1488 году шейх Гейдар вторгся в Ширван и разграбил район Джалперт (Джераберт). Отсюда он послал посла к Ширваншаху с целью узнать состояние его войск. Ширваншах в ответ через своего посла отправил Шейху лошадей и военное снаряжение. Посол Шейха сообщил о том, что Ширваншах пребывает в мирном здравии и не ожидает нападения. В ответ Шейх Гейдар отправил посла Ширваншахов обратно пешком и сообщением о выступлении Шейх Гейдара на Шемаху. Поняв, что не хватит времени собрать все войска, Ширваншах Фаррух Йасар отправил свою семью и некоторых жителей в крепость Гюлистан. На следующий день он сразился с превосходящими его войском Шейх Гейдара и проиграв битву, скрылся в крепости Гюлистан. Войска Шейх Гейдара убили большое количество жителей Шемахи и сожгли город. После чего, Шейх Гейдар осадил Гюлистан. Ширваншах послал гонца к султан Ягубу с известием о нападении Шейх Гейдара на Ширван. В ответ султан Ягуб выступил из Султанийе и прибыл в Ардебиль 9 июня 1488 года. Отсюда он отправился на Ширван и уничтожил в бою шейха Гейдара и его войско.
Вскоре очередной сефевидский шейх Исмаил I, движимый чувством мести за отца и деда, двинулся походом на Ширван. В 1500 году ему удаётся разгромить двадцатишеститысячную армию Фарруха Йасара. Сам престарелый ширваншах был обезглавлен, а голова его брошена к ногам Исмаила, который затем приказал умертвить всех пленных ширванцев.
В Военном музее в Стамбуле хранятся шлемы и прочие детали вооружения Фаррух Йасара I.

## Семья
Был женат на сестре Адильбека, кайтагского уцмия. Свою дочь Гоухар Султан выдал замуж за Якуб-бека, сына Узун-Гасана.